# Östhammar
60°15′36.918″N 18°21′59.018″Ø / 60.26025500°N 18.36639389°Ø
Östhammar er en svensk by i Uppsala län i landskapet Uppland. Den er administrationsby for Östhammars kommun og i 2010 havde byen 4.534 indbyggere.
Byen ligger mellem Östhammarsfjärden mod øst og riksveg 76 mod vest.
Östhammar fik bystatus i 1368 af kong Albrecht af Mecklenburg.